# Primeira Divisão 1947-48
La Primeira Divisão 1947/48 fue la 14.ª edición de la máxima categoría de fútbol en Portugal. Sporting de Portugal ganó su cuarto título.

## Tabla de posiciones
| Pos. | Equipo                   | Pts. | PJ | G  | E | P  | GF | GC  | Dif. | Clasificación              |
| ---- | ------------------------ | ---- | -- | -- | - | -- | -- | --- | ---- | -------------------------- |
| 1    | Sporting de Portugal (C) | 41   | 26 | 20 | 1 | 5  | 92 | 40  | +52  | Campeón de Liga            |
| 2    | Benfica                  | 41   | 26 | 19 | 3 | 4  | 84 | 35  | +49  |                            |
| 3    | Belenenses               | 37   | 26 | 16 | 5 | 5  | 76 | 30  | +46  |                            |
| 4    | Estoril Praia            | 36   | 26 | 16 | 4 | 6  | 91 | 49  | +42  |                            |
| 5    | Porto                    | 36   | 26 | 17 | 2 | 7  | 73 | 42  | +31  |                            |
| 6    | Atlético de Portugal     | 25   | 26 | 11 | 3 | 12 | 56 | 61  | −5   |                            |
| 7    | Vitória Guimarães        | 24   | 26 | 10 | 4 | 12 | 44 | 56  | −12  |                            |
| 8    | O Elvas                  | 24   | 26 | 11 | 2 | 13 | 66 | 63  | +3   |                            |
| 9    | Boavista                 | 20   | 26 | 9  | 2 | 15 | 40 | 65  | −25  |                            |
| 10   | Vitória Setúbal          | 19   | 26 | 8  | 3 | 15 | 38 | 64  | −26  |                            |
| 11   | Olhanense                | 17   | 26 | 5  | 7 | 14 | 48 | 66  | −18  |                            |
| 12   | Lusitano VRSA            | 17   | 26 | 7  | 3 | 16 | 29 | 78  | −49  |                            |
| 13   | Braga                    | 16   | 26 | 6  | 4 | 16 | 47 | 69  | −22  |                            |
| 14   | Académica de Coimbra (D) | 10   | 26 | 4  | 2 | 20 | 35 | 113 | −78  | Descenso a Segunda Divisão |

 Fuente: RSSSF
|                               |
| Campeón Sporting CP 4° título |

## Resultados
| Local \ Visitante    | ACC  | ACP | BEL | BEN | BOA | BRA | EST | LUS  | ELV | OLH  | POR | SCP | VGU | VSE |
| -------------------- | ---- | --- | --- | --- | --- | --- | --- | ---- | --- | ---- | --- | --- | --- | --- |
| Académica de Coimbra | —    | 1–2 | 0–4 | 2–6 | 1–0 | 4–3 | 1–5 | 2–1  | 2–1 | 3–3  | 0–1 | 3–6 | 2–2 | 1–4 |
| Atlético de Portugal | 6–0  | —   | 1–1 | 2–4 | 3–1 | 4–3 | 2–2 | 3–1  | 5–2 | 10–4 | 3–5 | 1–4 | 2–1 | 3–0 |
| Belenenses           | 7–1  | 0–0 | —   | 4–1 | 7–0 | 4–0 | 2–3 | 5–0  | 1–1 | 4–0  | 3–0 | 3–2 | 3–0 | 7–1 |
| Benfica              | 5–0  | 5–2 | 2–0 | —   | 3–1 | 6–3 | 2–3 | 6–1  | 1–2 | 2–0  | 4–1 | 1–4 | 3–0 | 3–0 |
| Boavista             | 6–2  | 5–2 | 2–3 | 0–1 | —   | 4–0 | 1–4 | 2–1  | 2–0 | 2–0  | 0–3 | 2–1 | 2–2 | 3–1 |
| Braga                | 2–1  | 1–3 | 2–3 | 1–1 | 3–3 | —   | 5–2 | 7–1  | 4–1 | 0–0  | 0–3 | 1–3 | 1–0 | 3–1 |
| Estoril Praia        | 7–0  | 5–4 | 5–2 | 0–2 | 4–0 | 6–1 | —   | 8–2  | 6–1 | 3–1  | 4–1 | 1–2 | 6–2 | 4–2 |
| Lusitano VRSA        | 5–1  | 1–0 | 2–1 | 2–7 | 2–0 | 2–1 | 2–1 | —    | 1–1 | 0–0  | 0–1 | 1–4 | 0–1 | 2–1 |
| O Elvas              | 12–1 | 5–3 | 2–1 | 3–6 | 5–0 | 3–1 | 4–1 | 7–0  | —   | 3–1  | 2–4 | 1–2 | 3–0 | 2–1 |
| Olhanense            | 5–2  | 1–2 | 1–1 | 3–3 | 5–0 | 5–2 | 1–4 | 1–1  | 2–2 | —    | 1–4 | 1–2 | 5–0 | 1–0 |
| Porto                | 7–1  | 1–1 | 0–2 | 0–2 | 5–1 | 2–1 | 2–2 | 3–0  | 4–0 | 7–3  | —   | 4–1 | 3–1 | 5–2 |
| Sporting de Portugal | 6–1  | 2–1 | 4–4 | 1–3 | 5–0 | 3–2 | 3–1 | 12–0 | 2–1 | 3–2  | 5–2 | —   | 3–2 | 8–1 |
| Vitória Guimarães    | 3–2  | 4–2 | 0–1 | 2–2 | 2–1 | 3–1 | 2–1 | 3–2  | 7–1 | 3–1  | 0–3 | 0–4 | —   | 3–1 |
| Vitória Setúbal      | 4–1  | 3–2 | 0–3 | 0–3 | 0–2 | 1–1 | 3–3 | 2–0  | 2–0 | 3–1  | 3–2 | 1–0 | 1–1 | —   |